# 1-я гвардейская истребительно-противотанковая артиллерийская бригада
1-я отдельная гвардейская истребительно-противотанковая артиллерийская Смоленская Краснознамённая ордена Кутузова бригада Резерва Главного Командования — воинское формирование Вооружённых Сил СССР, принимавшее участие в Великой Отечественной войне.
Условное наименование — войсковая часть полевая почта (в/ч пп) № 11047.
Сокращённое наименование — 1 гв. оиптабр РГК.

## История формирования
Бригада формировалась в период с 8 мая по 1 июля 1943 года, на основании директивы НКО СССР № 2688 от 1 мая 1943 года и приказа ВС Западного фронта № 01867 от 8 мая 1943 года, в районе города Вязьма. Бригада была сформирована из ранее существующих 1-го, 3-го и 6-го гвардейских истребительно-противотанковых артиллерийских полков по штатам № 08/246, управления бригады по штату 08/245 и отдельного взвода подвоза по штату 08/248. С 1 по 24 июля 1943 года полки бригады укомплектовывались личным составом, материальной частью и боевым имуществом, личный состав бригады занимался боевой и политической подготовкой.

## Участие в боевых действиях
Период вхождения в действующую армию: 8 мая 1943 года — 9 мая 1945 года.
25 июля 1943 года бригада получила приказ командующего артиллерией Западного фронта и выдвинулась по маршруту: Вязьма, Семлево, Максименки, Кослово, Ново-Потапово, Кувшинники, Буда-Завод. К исходу 26 июля бригада сосредоточилась в лесу 1,5 км юго-западнее Заборье Всходского района Смоленской области, где поступила в распоряжение 62-го стрелкового корпуса 5-й армии. С 7 по 26 августа полки бригады поддерживая действия 62-го корпуса, вели огонь по живой силе и огневым точкам, а также отражали контратаки пехоты и танков противника. 26 августа бригада совершила марш по маршруту Заборье — Спас-Демьянск и 27 августа, заняв боевые порядки в районах: Бабичи, Болдино, Маслово, Починок, Колодязи, Куркино, Соболи, была переподчинена 33-й армии.
1 сентября 1945 года, бригада на основании приказа командующего артиллерией Барановического военного округа от 29 августа 1945 года выступила своим ходом из района посёлка Другенен в деревню Киселевичи Бобруйского района БССР.

## Состав
- 1-й гвардейский истребительно-противотанковый артиллерийский полк
- 3-й гвардейский истребительно-противотанковый артиллерийский полк
- 6-й гвардейский истребительно-противотанковый артиллерийский полк[2]
- управление бригады
- отдельный взвод подвоза

## В составе
| Подчинение     | Подчинение               | Подчинение             | Подчинение | Подчинение |
| Дата           | Фронт (округ)            | Армия                  | Корпус     | Примечания |
| -------------- | ------------------------ | ---------------------- | ---------- | ---------- |
| 1.06.1943 года | Западный фронт           | 20-я армия             | -          | -          |
| 1.07.1943 года | Западный фронт           | 20-я армия             | -          | -          |
| 1.08.1943 года | Западный фронт           | 68-я армия             | -          | -          |
| 1.09.1943 года | Западный фронт           | 33-я армия             | -          | -          |
| 1.10.1943 года | Западный фронт           | 33-я армия             | -          | -          |
| 1.11.1943 года | Западный фронт           | 33-я армия             | -          | -          |
| 1.12.1943 года | Западный фронт           | 49-я армия             | -          | -          |
| 1.01.1944 года | Западный фронт           | 49-я армия             | -          | -          |
| 1.02.1944 года | Западный фронт           | 49-я армия             | -          | -          |
| 1.03.1944 года | Западный фронт           | 49-я армия             | -          | -          |
| 1.04.1944 года | Западный фронт           | 31-я армия             | -          | -          |
| 1.05.1944 года | 3-й Белорусский фронт    | фронтового подчинения  | -          | -          |
| 1.06.1944 года | 3-й Белорусский фронт    | фронтового подчинения  | -          | -          |
| 1.07.1944 года | 3-й Белорусский фронт    | 11-я гвардейская армия | -          | -          |
| 1.08.1944 года | 3-й Белорусский фронт    | фронтового подчинения  | -          | -          |
| 1.09.1944 года | 3-й Белорусский фронт    | фронтового подчинения  | -          | -          |
| 1.10.1944 года | 3-й Белорусский фронт    | фронтового подчинения  | -          | -          |
| 1.11.1944 года | 3-й Белорусский фронт    | 31-я армия             | -          | -          |
| 1.12.1944 года | 3-й Белорусский фронт    | фронтового подчинения  | -          | -          |
| 1.01.1945 года | 3-й Белорусский фронт    | фронтового подчинения  | -          | -          |
| 1.02.1945 года | 3-й Белорусский фронт    | фронтового подчинения  | -          | -          |
| 1.03.1945 года | Земландская группа войск | фронтового подчинения  | -          | -          |
| 1.04.1945 года | Земландская группа войск | 2-я гвардейская армия  | -          | -          |
| 1.05.1945 года | 3-й Белорусский фронт    | фронтового подчинения  | -          | -          |

## Отличившиеся воины
| Награда | Ф. И. О.                      | Должность                                                                              | Звание  | Дата награждения | Примечания |
| ------- | ----------------------------- | -------------------------------------------------------------------------------------- | ------- | ---------------- | --- |
|         | Бурыхин Евгений Иннокентьевич | командир орудия 6-го гвардейского истребительно-противотанкового артиллерийского полка | гвардии | 19.04.1945       | погиб 19 февраля 1945 года, в бою у населённого пункта Метгетен (с 1956 года — посёлок Александра Космодемьянского), навечно зачислен в списки личного состава воинской части |
|         | Карташев Константин Яковлевич | командир орудия 3-го гвардейского истребительно-противотанкового артиллерийского полка | гвардии | 29.06.1945       | погиб 19 февраля 1945 года, в бою у населённого пункта Метгетен (с 1956 года — посёлок Александра Космодемьянского)                                                           |
|         | Константинов Гаруш Сергеевич  | наводчик орудия 3-го гвардейского истребительно-противотанкового артиллерийского полка | гвардии | 24.03.1945       | умер от ран 4 ноября 1944 года, похоронен в братской могиле у деревни Гельвайден, что в 10 км восточнее города Голдап                                                         |

## Награды и наименования
| Награда (наименование)             | Дата награждения                                                            | За что получена |
| ---------------------------------- | --------------------------------------------------------------------------- | --- |
| Почётное звание «Гвардейская»      | присвоено приказом НКО СССР № 2688 от 1 мая 1943 года                       | присвоено при формировании |
| Почётное наименование «Смоленская» | присвоено приказом Верховного главнокомандующего от 25 сентября 1943 года   | в ознаменование одержанной победы и отличия в боях за освобождение городов Смоленск и Рославль |
| Орден Красного Знамени             | награждена указом Президиума Верховного Совета СССР от 6 июля 1944 года     | за успешное выполнение заданий командования в боях с немецкими захватчиками, за овладение городом и оперативно важным железнодорожным узлом Орша и проявленные при этом доблесть и мужество              |
| Орден Кутузова II степени          | награждена указом Президиума Верховного Совета СССР от 19 февраля 1945 года | за образцовое выполнение заданий командования в боях с немецкими захватчиками, за овладение городами Тильзит, Гросс, Скайсгиррен, Ауловёнен, Жиллен, Каукемен и проявленные при этом доблесть и мужество |

- за участие в прорыве сильно укреплённой обороны противника, наступление на Смоленском направлении и овладение оперативно важным, крупным узлом дорог и важнейшим пунктом обороны на Смоленском направлении — городом Ельня, приказ от 31 августа 1943 года;
- за участие в освобождении областного центра — города Смоленска, важнейшего стратегического узла обороны немцев на западном направлении, приказ от 25 сентября 1943 года;
- за отличные боевые действия при взятии города Орши, приказ от 27 июня 1944 года;
- за прорыв обороны противника в районе Колнуч-Рассейняй, приказ от 7 октября 1944 года;
- за прорыв обороны противника на границе Восточной Пруссии, приказ от 23 октября 1944 года;
- за прорыв обороны противника в районе города Пилькаллен, приказ от 19 января 1945 года.

## Командование бригады

### Командиры бригады
- Тимин, Григорий Иванович (08.05.1943 — 22.05.1943), полковник (ВРИД)
- Андреев, Анатолий Флегонтович (22.05.1943 — 10.06.1943), гвардии подполковник (ВРИД)
- Басов, Иван Сидорович (10.06.1943 — 15.10(02.11).1943), гвардии полковник
- Пилипенко. Пантелеймон Иванович (17.11.1943 — 27.11.1944), гвардии полковник[8]
- Алёшкин, Николай Сергеевич (30.11.1944 — 11.1945), гвардии полковник

### Начальник политотдела, заместитель командира по политической части
- Лозовой Сергей Моисеевич (16.06.1943 — 08.1945), гвардии подполковник

### Начальники штаба бригады
- Андреев Анатолий Флегонтович (22.05.1943 —), гвардии подполковник
- Поляков (1944), гвардии майор
- Горпинченко Пётр Давыдович ( — 07.1945), гвардии майор
- Погребняк Василий Давыдович (07.1945 — 08.1945), гвардии майор (ИД)
- Коленченко Алексей Иванович (08.1945 —), гвардии майор